# Das Haus der dunklen Krüge
Das Haus der dunklen Krüge ist ein Roman von Gertrud Fussenegger (1912–2009), der 1951 erstmals veröffentlicht wurde.

## Handlung
Rittmeister Balthasar Bourdanin, Familienvorstand einer Bürgerfamilie in der Bräustadt Pilsen, hat es verstanden, durch eine List seine Cousine Marie heiraten zu können: Er entführte sie am Sonntagmorgen, noch im Nachthemd, in einer Kutsche und fuhr mit ihr mehrmals um den Hauptplatz. Die so kompromittierte Tochter mussten die Eltern schweren Herzens an den Neffen geben, auch wenn sie fühlten, dass die empfindliche Marie es mit dem trotzigen Mann nicht leicht haben würde.
Balthasar begegnet der Braut und später der Frau nicht eben einfühlsam, stolz in seiner Männlichkeit und in seinem Beharren auf Pflicht und Ehre. Die mit Zwillingen hochschwangere Frau zwingt er trotz ihrer schwachen Gesundheit, ihren hausfraulichen Pflichten nachzukommen.
Nach der Geburt der Zwillinge kann Marie wochenlang nicht aufstehen, als sie es endlich versucht, stirbt sie durch ein Blutgerinnsel.
Balthasar steht mit den beiden Kleinen allein da und versorgt sie recht und schlecht, von den Bediensteten unterstützt. Durch eine Unachtsamkeit der Amme kommt es zu einem Unfall, bei dem der Kinderwagen umstürzt und beide Kinder in einem Tümpel landen. Der Vater hat das zufällig beobachtet und rettet die Kinder, weiß sich aber nicht recht zu helfen mit den schmutzigen weinenden Kleinen. Rettung kommt ihm von der sechzehnjährigen Marie Halik, einer Lehrerstochter, die im Anliegerhaus wohnt und sich um die Kleinen kümmert. Von ihrer zupackenden Art und ihrem Liebreiz überwältigt, hält der vierzigjährige Balthasar um die junge Frau an. Vater Halik gibt seine Einwilligung und drängt Marie in die Ehe, die „eine große Ehre“ wäre.
Die ältere Schwester Ernestine, die heimlich in den Rittmeister verliebt ist, geht daraufhin aufs Land, wo sie bei einer reichen Fabriksbesitzerin Gesellschafterin wird. Dort lebt sie in den Büchern, die sie ihrer Herrin vorlesen muss. Doch die Erzählungen über die Abgründe des menschlichen Herzens bedrücken sie und so kehrt sie nach drei Jahren in das Haus des Vaters zurück, in der Hoffnung, das wahre Leben sei weniger abgründig.
Für Marie ist das Leben mit dem auf Ansehen und Ehre bedachten Mann nicht leicht. Schnell muss sie nun erwachsen werden und steckt in den folgenden Jahren fest in Haushaltsführung, Kindererziehung, Schwangerschaften und Geburten. Der Rittmeister wendet den gemeinsamen Kindern nicht dieselbe Zuneigung zu wie den Kindern aus der ersten Ehe. Er ist unfähig, Gefühle zu zeigen, und seine schwierige finanzielle Lage, durch einen Börsenkrach verschärft, beschwert sein Gemüt.
Balthasars Schwestern Emma, Sibylle, Rosine und Franziska und sein Schwager Hans sorgen immer wieder für Aufregung. Sibylle, mit einem kraftstrotzenden, polternden Klein-Adeligen verheiratet, der sie immer wieder demütigt, bricht schließlich völlig zusammen. Marie ist es zu danken, dass sie vor der Einweisung in ein Irrenhaus, die ihr Mann veranlassen wollte, gerettet wird.
Rosine hat einen Arzt geheiratet, der eigentlich Sibylle geliebt hat und heiraten wollte, und führt mit ihm eine angeblich vorbildliche Ehe. Sie besteht darauf, zwei Bauernkinder zu adoptieren, die sie dann aber wieder abschiebt. Schließlich nimmt sich Marie der Kinder an.
Balthasars glückloser Cousin und Schwager Hans, unfähig einer sinnvollen Beschäftigung nachzugehen, schließt sich einem Schausteller an und wird Drehorgelspieler beim Ringelspiel – eine Schande für die bürgerliche Familie. Balthasar versucht, dem ein Ende zu machen, aber Hans entflieht und kehrt erst nach einigen glücklosen Jahren als gescheiterte Existenz in sein Elternhaus zurück.
Emma, mit dem Grundstücksmakler Wanka verheiratet, ergibt sich Wohlleben und Völlerei. Bald erkrankt sie und übergibt auf dem Sterbebett ihrer Schwester Franziska den Gatten und die Tochter Karlinchen. Die strenge, altjüngferliche Franziska passt nicht zu dem lebenslustigen Wanka und verurteilt auch sein betrügerisches Geschäftsgebaren. Sie entdeckt, dass Emma und ihr Mann den Rittmeister um nicht wenig Geld betrogen haben, worauf sie beschließt, ihr Vermögen den Kindern des Rittmeisters zu vererben. Doch Wanka hat sich verspekuliert, und ausgerechnet Marie, von Sorgen um ihre Kinder gedrückt, ist die treibende Kraft, die Franziska dazu bringt, stattdessen mit diesem Geld ihren Mann zu retten, der daraufhin nach Amerika entschwindet.
Hinter vielen dieser Schicksalsschläge, die die Familie Bourdanin getroffen haben, steckt der Jurist Doktor Zerff, der Wanka mit angeblich sicheren geheimen Informationen dazu bringt, sich zu verspekulieren. Ebenso verlockt er den Rittmeister mit einem gefälschten Dokument, aus dem angeblich hervorgeht, dass die Familie von Adel ist, sich lächerlich zu machen.
Die schlimmste Niederlage muss Maries Schwester Ernestine hinnehmen, die gegen ihren eigenen Willen Zerffs hartnäckiger Werbung erliegt und daraufhin auf immer zu ihrer kaltherzigen Herrin als Gesellschafterin zurückkehrt.
Entkräftet durch ihr arbeitsreiches Leben in Armut, niedergeschlagen durch Ernestines Abreise und das Bewusstsein, ihre Kinder um Franziskas Erbe gebracht zu haben, erkrankt Marie schwer.
In seiner Sorge um die Tochter wirft Vater Halik dem Rittmeister vor, Marie sei durch seine hartherzige, lieblose Art und das sorgenvolle Leben an seiner Seite todkrank geworden. Daraufhin will Balthasar Marie freigeben, doch kaum genesen, gelingt es ihr, den Mann zu rühren, endlich erblüht die Liebe in seinem starren Herzen.

## Rezension
In einer Rezension der Romanfortsetzung Bourdanins Kinder gab Dieter Borchmeyer 2002 in der Frankfurter Allgemeine Zeitung die folgende Einschätzung des 50 Jahre zuvor erschienenen ersten Teils: „Als „böhmische Buddenbrooks“ haben ihn Kritiker wie Werner Ross bezeichnet. Der Vergleich mit „Buddenbrooks“ hat dem „Haus der dunklen Krüge“ freilich eher geschadet als genützt. Seit langem ist es um dieses Haus recht still geworden. Das verwundert angesichts der erzählerischen Spannung des Romans, in dem die Seelengeschichte des Bürgertums im neunzehnten Jahrhundert in der Geschichte einer böhmischen Familie eingefangen, die Erstarrung und der Verfall ihres – von einem immer hohleren Ehrbegriff überwölbten – Wertekanons facettenreich gespiegelt wird.
Die Vergegenwärtigungskunst der Autorin, welche Personen und Gegenstände stets präzise im Zeitmilieu ortet, weist eher zurück auf den französischen Gesellschaftsroman des neunzehnten Jahrhunderts als auf die spezifisch deutsche Romantradition. Was am „Haus der dunklen Krüge“ heute mehr denn je bewegt, ist die tiefe Fremdheit zwischen den Geschlechtern, der Kreuzweg der Frau in der Geschichte der bürgerlichen Familie, die dauernde Verletzung ihrer Sensibilität in einer von männlicher Macht und spezifisch männlichen Wertvorstellungen geprägten Gesellschaft.“
In der Romanfortsetzung werden laut Borchmeyer dann auch die im Haus der dunklen Krüge noch „verschleierten“ autobiographischen Bezüge beider Werke deutlich: „daß es die eigene Familie der Autorin ist, die sie da, wenn auch in fiktionalem Gewande, noch einmal beschwört“.
Das Haus der dunklen Krüge  bildet den Mittelteil der Böhmischen Trilogie, zu der auch die Romane  Die Brüder von Lasawa (1948) und Das verschüttete Antlitz (1957) gehören.

## Ausgaben
- Gertrud Fussenegger, Das Haus der dunklen Krüge, Salzburg, Müller 1951, Erstausgabe
- Gertrud Fussenegger, Das Haus der dunklen Krüge, Neuausgabe Stuttgart, DVA 1958
- Gertrud Fussenegger, Das Haus der dunklen Krüge, München, Kraft 1974
- Gertrud Fussenegger, Das Haus der dunklen Krüge, Bergisch Gladbach, Bastei-Lübbe 1980
- Gertrud Fussenegger, Das Haus der dunklen Krüge, Langen Müller, München 2002, ISBN 3-7844-2851-7
- Gertrud Fussenegger, Das Haus der dunklen Krüge, DTV Oktober 2004, ISBN 978-3-423-20743-0

Zudem sind auch verschiedene Buchklubausgaben erschienen.